# Первенство России по современному пятиборью среди юниоров 2018
Первенство России по современному пятиборью среди юниоров 2018 года прошло в городе Москва с 3 по 8 мая. В соревновании участвовали юноши и девушки 1997 года рождения и моложе. Разыграно семь комплектов наград (личное, командное первенство и три эстафеты). Семь золотых медалей разделили между собой представители Москвы, Нижегородской области и Санкт-Петербурга.
Большого успеха добились москвичка Чистякова Анастасия и Баранов Сергей из Нижегородской области, они стали трехкратными чемпионами России. Чистякова завоевала золотые медали в личном, командном первенстве и эстафете, а Сергей Баранов стал чемпионом в личном и командном первенстве, а также в смешанной эстафете.
Состязания прошли на спортивной базе ГБУ СШОР «Северный» Москомспорта

## Личное и командное первенство. Девушки
В финале первенства приняли участие 34 спортсменки (полуфиналы не проводились), которые представляли 9 регионов Российской Федерации.
| Дисциплина        | Золото                              | Серебро                          | Бронза                        |
| Личное первенство | Чистякова Анастасия · Москва · 1357 | Фральцова Ксения · Москва · 1337 | Махинько Анна · Москва · 1322 |

- Личное первенство. Итоговые результаты.

| Место | Спортсмен           | Город, Республика     | Звание Разряд | результат/очки | результат/победы/поражения | Комбайн результат/очки | Конкур | Сумма |
| 1.    | Чистякова Анастасия | Москва                | МС            | 2.19,48/272    | 264/24V-7D                 | 12.31,00/549           | 272    | 1357  |
| 2.    | Фральцова Ксения    | Москва                | МСМК          | 2.10,34/290    | 180/12V-19D                | 11.58,00/582           | 285    | 1337  |
| 3.    | Махинько Анна       | Москва                | МС            | 2.17,78/275    | 236/20V-11D                | 13.02,00/518           | 293    | 1322  |
| 4.    | Хампу Мария         | Санкт-Петербург       | МС            | 2.13,75/284    | 264/24V-7D                 | 14.02,00/458           | 300    | 1306  |
| 5.    | Авдеева Алена       | Нижегородская область | МС            | 2.18,57/273    | 208/16V-15D                | 12.19,00/561           | 256    | 1298  |
| 6.    | Салтыкова Ирина     | Москва                | МС            | 2.19,83/271    | 201/15V-16D                | 13.21,00/499           | 300    | 1271  |
| 7.    | Лопаткина Дарья     | Ростовская область    | КМС           | 2.21,38/268    | 208/16V-15D                | 13.21,00/499           | 286    | 1261  |
| 8.    | Утина Екатерина     | Самарская область     | КМС           | 2.28,51/254    | 236/20V-11D                | 13.53,00/467           | 286    | 1243  |
| 9.    | Некрасова Анна      | Новосибирская область | КМС           | 2.24,71/261    | 194/14V-17D                | 14.05,00/455           | 300    | 1210  |
| 10.   | Фомина Татьяна      | Москва                | МС            | 2.26,11/258    | 229/19V-12D                | 13.22,00/498           | 218    | 1203  |
| 11.   | Валаева Арина       | Санкт-Петербург       | КМС           | 2.22,34/266    | 215/17V-14D                | 13.37,00/483           | 207    | 1171  |
| 12.   | Дадыкина Анастасия  | Челябинская область   | КМС           | 2.20,92/269    | 180/12V-19D                | 14.27,00/433           | 286    | 1168  |
| 13.   | Баршенцева Полина   | Калининград           | КМС           | 2.22,33/266    | 250/22V-9D                 | 13.46,00/474           | 0      | 990   |

- Командное первенство.

| Место | Команда               | Имя, Фамилия                                                             | Сумма очков |
| ----- | --------------------- | ------------------------------------------------------------------------ | ----------- |
| 1     | Москва                | Анастасия Чистякова Ксения Фральцова Анна Махинько Татьяна Фомина        | 4016        |
| 2     | Санкт-Петербург       | Хамппу Мария Валаева Арина Михайлова Юлия Шалышко Маргарита              | 3393        |
| 3     | Нижегородская область | Авдеева Алена Мустафина Алина Патракова Анастасия Киреева Анастасия      | 3008        |
| 4     | Челябинская область   | Дадыкина Анастасия Парыгина Валерия Сорвиголова Вероника Климова Наталья | 2921        |
| 5     | Самарская область     | Утина Екатерина Романова Анастасия                                       | 2157        |
| 6     | Ростовская область    | Лопаткина Дарья Горецкая Марина                                          | 1520        |
| 7     | Московская область    | Елисеева Наталья Артюшкина Татьяна                                       | 1179        |

- Эстафета.

| Место | Спортсмен                          | Город, Республика     | результат/место//очки | результат/место/победы/поражения | Комбайн результат/место/очки | Конкур результат/место | Сумма |
| 1.    | Чистякова Анастасия Махинько Анна  | Москва-1              | 2.06,37(3)/298        | 229(2)/19V-13D                   | 12.37,00(2)/543              | 269(1)                 | 1339  |
| 2.    | Фральцова Ксения Шорникова Алена   | Москва-2              | 1.59,00(1)/312        | 208(3)/16V-16D                   | 11.58,00(1)/582              | 0(2)                   | 1102  |
| 3.    | Хамппу Мария Валаева Арина         | Санкт-Петербург       | 2.05,12(2)/300        | 243(1)/21V-11D                   | 13.05,00(3)/515              | 0(3)                   | 1058  |
| 4.    | Елисеева Наталья Артюшкина Татьяна | Московская область    | 2.16,549(5)/277       | 173(4)/11V-21D                   | 16.44,00(4)/296              | DNS                    | 746   |
| 5.    | Авдеева Алена Патракова Анастасия  | Нижегородская область | 2.07,96(4)/295        | 152(5)/8V-24D                    | DNS                          | DNS                    | 447   |

## Юниоры
командное первенство: 1 место- Нижегородская область, 2 место — Санкт-Петербург, 3 место — Москва (Владимир Челмакин, Павел Бабанин (оба ГБУ "СШОР «Северный» Москомспорта) и Кирим Шехмаметьев (СДЮШОР ЦСКА).
личное первенство: 1 место — Сергей Баранов, 2 место — Никита Калетин (оба Нижегородская область), 3 место — Колбасенко Сергей (Ростовская область).
Эстафета юниоры: 1 место Санкт-Петербург, 2 место — Ростовская область, 3 место — Москва (Ярослав Туманов СДЮШОР ЦСКА, Ефим Жигулин ГБУ "СШОР «Северный» Москомспорта)

## Микст
1 место — Нижегородская область, 2 место — Москва 2 (Иван Аксенов, Татьяна Фомина — ГБУ "СШОР «Северный» Москомспорта), 3 место — Москва 1 (Александр Степачев, Ирина Салтыкова — ГБУ СШОР «Северный» Москомспорта)